# Tykee Smith
Tykee Smith (Filadelfia, 18 febbraio 2001) è un giocatore di football americano statunitense che milita nel ruolo di safety per i Tampa Bay Buccaneers della National Football League (NFL).

## Carriera universitaria

### West Virginia
Nella sua prima stagione a West Virginia nel 2019, Smith fece registrare 53 tackle, un sack e due intercetti. Per le sue prestazioni fu premiato come Freshman All-American team. L’anno seguente totalizzò 61 tackle e 2 intercetti, venendo premiato come All-American. Il 24 marzo 2021 Smith annunciò la sua intenzione di cambiare istituto.

### Georgia
Il 4 aprile 2021 Smith annunciò la sua decisione di iscriversi all’Università della Georgia. Nel primo anno con i Bulldogs giocò sporadicamente a causa di un infortunio al ginocchio. La stagione seguente contro Missouri fece una giocata chiave nel finale di partita che assicurò ai suoi la vittoria per 26–22. Chiuse la partita con 3 placcaggi e un passaggio deviato e la stagione con 29 tackle e 2 sack. Nella prima gara della stagione 2023 contro UT Martin, Smith mise a segno 6 takle prima di uscire per un infortunio al ginocchio. Fu regolarmente in campo la settimana successiva contro Ball State mettendo a segno un intercetto. Smith mise a segno un intercetto per tre gare consecutive, contro South Carolina e UAB nei due turni successivi. Chiuse l’annata con 70 tackle, 4 intercetti e 2 sack, prima di decidere di passare tra i professionisti.

## Carriera professionistica

### Tampa Bay Buccaneers
Smith fu scelto nel corso del terzo giro (89º assoluto) del Draft NFL 2024 dai Tampa Bay Buccaneers. Debuttò come professionista subentrando nella gara del primo turno contro i Washington Commanders mettendo a segno 2 placcaggi. La settimana successiva disputò la prima gara come titolare terminando con 8 tackle nella vittoria sui Detroit Lions. Nella settimana 5 forzò il suo primo fumble contro gli Atlanta Falcons. Nel sesto turno fece registrare 5 placcaggi, un intercetto e un fumble forzato (ritornato in touchdown dal compagno Antoine Winfield Jr.) nella vittoria per 51-27 sui New Orleans Saints. La sua prima stagione si chiuse con 42 tackle, un intercetto, 3 fumble forzati e 5 passaggi deviati disputando 13 partite, di cui 6 come titolare.